# Mbembe tigon
Pour les articles homonymes, voir Mbembe.
Ne pas confondre avec le mbembe Cross River, une langue du Nigeria
Le mbembe tigon, aussi appelé mbembe ou tigon, est une langue jukunoïde du Cameroun et du Nigeria, il est parlé par 40 000 personnes au Cameroun en 2005 et par un total de 60 000 personnes dans le monde.

## Nom
Le mbembe tigon est également appelé akonto, tigon, tigong, tigum, tigun, tikun.

## Localisation
Il est parlé dans les arrondissements de Donga-Mantung et d'Ako, au nord de Nkambé dans la Région du Nord-Ouest du Cameroun et dans l'État de Taraba au Nigeria,,.

## Dialectes
Le mbembe tigon comprend les dialecte de Ashuku (Kitsipki), Eneeme, Kporo, Nama (Dama, Namu), Nzare (Izale, Izare, Ndzale, Njari, Nsare).

## Utilisation
Cette langue est utilisée par des personnes de tous âges, dans tous les domaines. Ses locuteurs utilisent aussi le pidgin camerounais, l'haoussa, le limbum et le naami. Il est également utilisé par les locuteurs du kemezung, du naami et du saari.

## Écriture

### Alphabet
| Majuscules | A | Ɑ | B | Ch | D | E | Ɛ | F | G | Gb | H | I | J | K | Kp | L | M | N | Ny | Ŋ | O | Ɔ | P | R | S | Sh | T | U | V | W | Z | Zh |
| Minuscules | a | ɑ | b | ch | d | e | ɛ | f | g | gb | h | i | j | k | kp | l | m | n | ny | ŋ | o | ɔ | p | r | s | sh | t | u | v | w | z | zh |

Les tons sont indiqués sur les voyelles à l’aide des accents aigus, graves, circonflexes et antiflexes.